# Latrodectus lilianae
Espèce
Latrodectus lilianae est une espèce d'araignées aranéomorphes de la famille des Theridiidae.

## Distribution
Cette espèce est endémique d'Espagne. Elle se rencontre en Aragon, au Pays valencien, en Murcie et en Andalousie.

## Description

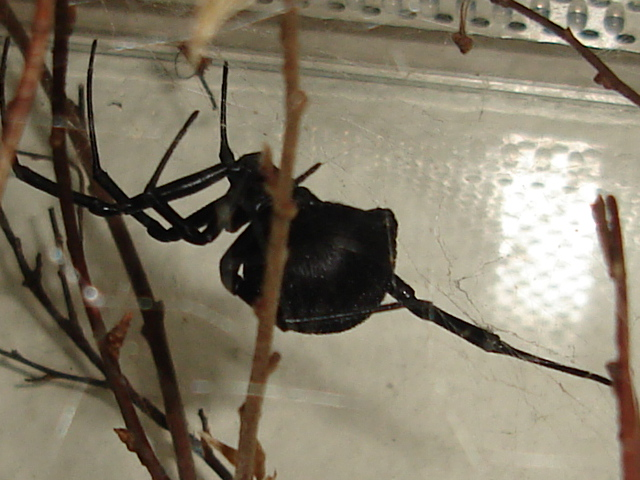
Latrodectus lilianae

Les mâles mesurent de 2,6 à 5,6 mm et les femelles de 12,5 à 16,0 mm.

## Systématique et taxinomie
Cette espèce a été décrite par Melic en 2000.

## Étymologie
Cette espèce est nommée en l'honneur de Lilian Melic.

## Publication originale
- Melic, 2000 : « El género Latrodectus Walckenaer, 1805 en la península Ibérica (Araneae, Theridiidae). » Revista Ibérica de Aracnología, vol. 1, p. 13-30 (texte intégral).